# 大呂興山
46°48′37″N 8°46′29″E / 46.81028°N 8.77472°E

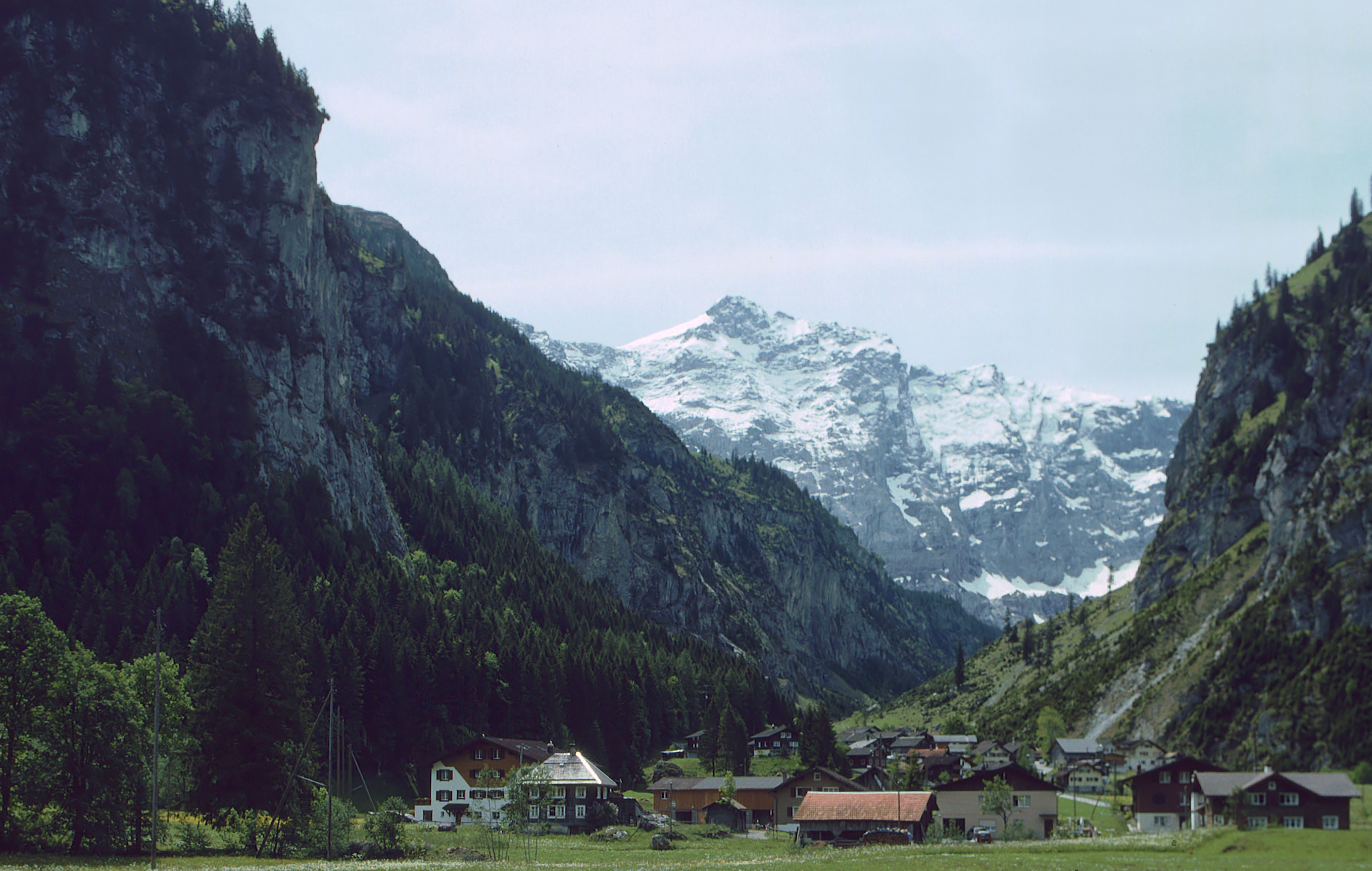

大呂興山（Gross Ruchen），是瑞士的山峰，位於該國中部，由烏里州負責管轄，屬於格拉魯斯山的一部分，該山峰海拔高度3,138米，每年平均降雨量2,385毫米。

## 外部連結
- Gross Ruchen on Summitpost （页面存档备份，存于）
- Gross Ruchen on Hikr （页面存档备份，存于）